# Muziek met hoorn
Muziek met hoorn (Deens: Musik med horn) is een compositie van Vagn Holmboe.
Hij schreef het werk voor de zelden voorkomende ensemblesamenstelling van viool, hoorn en piano. Tot 1981 was het bekendste werk in dat genre het Hoorntrio (1865) van Johannes Brahms. Ook Joseph Holbrooke (circa 1904), Lennox Berkeley (jaren 50) en Don Banks (1962) schreven een hoorntrio. Van later datum zijn werken hoorntrio’s van György Ligeti (1982: Trio voor viool, hoorn en piano) en Hans Abrahamsen (1984: Zes stukken voor hoorntrio).
Holmboe schreef het werk in drie delen, waarvan het laatste in tweeën uiteenvalt. Het eerste deel (allegro giusto) laat vooral een afwisseling horen waarbij er combinaties zijn van slechts twee instrumenten; pas aan het slot is een trio musici te horen. Hetzelfde geldt voor de langzame sectie in deel 2 (Andante) met een “lang” duet viool en hoorn, onderbroken door de piano. De snelle slotsectie (Allegro spirito) laat pas echt de triovorm horen, waarbij bij het slot naar de openingsfanfare wordt gewerkt.  
Binnen het repertoire voor hoorn is het hoorntrio al een zeldzame verschijning; bij beoogde ensembles is dat ook het geval. Dat is de reden dat het werk pas achttien jaar later voor het eerst op de lessenaar stond. Niet veel later (2000) werd het vastgelegd door Dacapo Records door musici uit een sinfonietta ensemble. Dat bleef de enige opname van dit werk (gegevens 2021). Ter vergelijking, in 2021 zijn er meer dan negentig opnamen van het hoorntrio van Brahms en vijf van het hoorntrio van Ligeti (geschreven ter gelegenheid van de 150ste verjaardag van Brahms geboortedag).